# Панькове
Панькове (колишня назва Дніпрельстан) — село в Україні, у Солонянській селищній громаді Дніпровського району Дніпропетровської області. Минулу назву, Дніпрельстан, село отримало на честь Дніпровської ГЕС. Населення станом на 2021 рік — 141 мешканець.

## Географія
Село Панькове знаходиться за 5 км від смт Солоне. Поруч проходить автомобільна дорога Н08.

## Історія
Село Панькове у Солонянському районі 28 квітня 2000 року увійшло до складу Башмачанської сільської ради.

## Населення

### Мова
Розподіл населення за рідною мовою за даними перепису 2001 року:
| Мова            | Кількість | Відсоток |
| --------------- | --------- | -------- |
| українська      | 148       | 90.24%   |
| російська       | 15        | 9.15%    |
| інші/не вказали | 1         | 0.61%    |
| Усього          | 164       | 100%     |